# Rostislav Novák
Rostislav Novák ml. (často Rosťa Novák, * 24. prosince 1979 Praha) je český herec a principál Cirku La Putyka.
Jeho otcem je herec Rostislav Novák starší, narozený 25. listopadu 1948. V 8. generaci je potomkem slavných českých loutkařů Kopeckých. Má angažmá v divadle Archa. Hrál také v Národním divadle ve hře Revizor.
Proslavila ho role Oldřicha Líbala v televizním seriálu Velmi křehké vztahy.
Společně s režijním tandemem SKUTR (Martin Kukučka, Lukáš Trpišovský) vytvořil hudebně-akrobatický projekt La Putyka, který byl uváděn v holešovickém kulturním centru La Fabrika, nyní hrají v Pražské tržnici v prostoru Jatka 78. Úspěch této novocirkusové inscenace inspiroval celý tvůrčí tým k další práci a již pod názvem Cirk La Putyka byly uvedeny často ve spolupráci se zahraničními hosty další tituly.

## Divadlo
Národní divadlo
- Revizor (derniéra červen 2014)

Jatka 78
- Mistr a žák (již po derniéře)
- La Putyka (premiéra: 21. dubna 2009)
- UP'END'DOWN (premiéra: 19. prosince 2010)

## Film
- Náraz (2001)
- Malovaný děti (TV film, 2003)
- Rodinná pouta (TV seriál, 2004)
- Redakce (TV seriál, 2004)
- Náměstíčko (TV seriál, 2004)
- Psí kus (TV film, 2005)
- Bazén (TV seriál, 2005)
- Velmi křehké vztahy … role Olin – Oldřich Líbal (TV seriál, 2007)
- Hodina klavíru (TV film, 2007)
- Rudý baron (2008)
- Kriminálka Anděl (TV seriál, 2008)
- Černá sanitka (TV seriál, 2008)
- PIKO (2010)
- Kovář z Podlesí (2012)
- Hořící keř (2013)
- Cirkus Bukowsky (TV seriál, 2013)
- Clona (TV seriál, 2014)
- Život je život (2015)
- Jan Hus (TV film, 2015)
- Zločin v Polné (TV film, 2016)
- Ulice (TV seriál, 2016)
- Cirkus Rwanda (Dokumentární, 2018)

### Rozhlasové role
- 2019 David Greig: Vzdálené ostrovy, Český rozhlas, překlad David Drozd. Rozhlasová úprava a dramaturgie Martin Velíšek. Hudba Jan Šikl. Režie Petr Mančal. Osoby a obsazení: Kirk – majitel ostrova (Jan Vlasák), Kirkova neteř (Ivana Uhlířová), John – přírodovědec (Marek Holý) a Robert – přírodovědec (Jiří Racek) a (Rostislav Novák).[1]